# Космос-545
Космос-545 је један од преко 2400 совјетских вјештачких сателита лансираних у оквиру програма Космос.
Космос-545 је лансиран са космодрома Плесецк, СССР, 24. јануара 1973. Ракета-носач Р-12 Двина (8К63, НАТО ознака SS-4 Sandal) са додатим степеном је поставила сателит у орбиту око планете Земље. 